# Jurij Krymarenko
Jurij Ołeksandrowycz Krymarenko (ukr. Юрій Олександрович Кримаренко; ur. 11 sierpnia 1983 w Berdyczowie) – ukraiński lekkoatleta, skoczek wzwyż, mistrz świata.
Krymarenko zdobył w 2005 nieoczekiwanie tytuł mistrza świata, kiedy większość faworytów miało trudności z zaliczeniem skoków. Kiedy już wszyscy konkurencji odpadli nie pokonując wysokości 2,32 m, ostatni w konkursie Krymarenko pokonał tę wysokość w trzeciej próbie zapewniając sobie złoty medal.
Krymarenko był wielką niespodzianką konkursu skoku wzwyż w Helsinkach. Jeszcze w poprzednim sezonie jego rekord życiowy wynosił 2,23 m. Dopiero w roku mistrzostw świata poprawił się o kolejne 10 cm, zdobył wówczas mistrzostwo kraju a także brązowy medal młodzieżowych mistrzostw Europy. W 2009 wygrał superligę drużynowych mistrzostw Europy. Wielokrotny mistrz Ukrainy.
Rekordy życiowe: na stadionie - 2,34 (6 września 2013, Berdyczów); w hali - 2,34 (14 lutego 2007, Bydgoszcz).

## Osiągnięcia
| Rok  | Impreza                             | Miejsce   | Pozycja                    | Wynik |
| ---- | ----------------------------------- | --------- | -------------------------- | ----- |
| 2005 | Mistrzostwa świata                  | Helsinki  | 1. miejsce                 | 2,32  |
| 2005 | Światowy finał lekkoatletyczny IAAF | Monako    | 8. miejsce                 | 2,20  |
| 2007 | Mistrzostwa świata                  | Osaka     | 21. miejsce (kwalifikacje) | 2,26  |
| 2008 | Igrzyska olimpijskie                | Pekin     | 33. miejsce (kwalifikacje) | 2,15  |
| 2009 | Mistrzostwa świata                  | Berlin    | 18. miejsce (kwalifikacje) | 2,24  |
| 2010 | Halowe mistrzostwa świata           | Doha      | 9. miejsce (kwalifikacje)  | 2,26  |
| 2013 | Halowe mistrzostwa Europy           | Göteborg  | el. - 11. miejsce          | 2,23  |
| 2013 | Mistrzostwa świata                  | Moskwa    | el. – 19. miejsce          | 2,22  |
| 2014 | Mistrzostwa Europy                  | Zurych    | 6. miejsce                 | 2,26  |
| 2015 | Halowe mistrzostwa Europy           | Praga     | el. – 14. miejsce          | 2,24  |
| 2015 | Mistrzostwa świata                  | Pekin     | el. – 28. miejsce          | 2,22  |
| 2015 | Światowe wojskowe igrzyska sportowe | Mungyeong | 10. miejsce                | 2,15  |
| 2016 | Mistrzostwa Europy                  | Amsterdam | el. – 18. miejsce          | 2,23  |